# ایو هارلو
ایو هارلو (انگلیسی: Eve Harlow؛ زادهٔ ۲۰ ژوئن ۱۹۸۹) بازیگر یهودی‌تبار اهل کانادا است.
 وی از سال ۲۰۰۷ میلادی تاکنون مشغول فعالیت بوده‌است.
از فیلم‌ها یا برنامه‌های تلویزیونی که وی در آن نقش داشته‌است، می‌توان به تایتان‌ها، جونو، ۲۰۱۲، بدن جنیفر، گم‌شدگان تاریکی، کایل ایکس‌وای،  ۱۰۰ نفر، قهرمان‌ها: تولد دوباره، فارگو، فرینج و مأموران شیلد اشاره کرد.